# Sclerotheca jayorum
Sclerotheca jayorum là loài thực vật có hoa trong họ Hoa chuông. Loài này được J.Raynal miêu tả khoa học đầu tiên năm 1976.